# Бодио, Шарль Николя
Шарль Николя Бодио (фр. Charles Nicolas Baudiot; 29 марта 1773 года, Нанси, — 26 сентября 1849 года, Париж) — французский виолончелист и музыкальный педагог.

## Биография
Окончил Парижскую консерваторию у Жана-Батиста Жансона, которого в дальнейшем сменил на посту руководителя виолончельного класса. С 1816 года играл в королевском оркестре. В 1805 году вместе с Жаном Анри Левассёром опубликовал учебник игры на виолончели, включавший отдельный раздел по виолончельному аккомпанементу (фр. Methode de Violoncelle et de Basse d'Accompagnement), — эта книга была принята в качестве официального учебного пособия консерватории; в 1826 году выпустил новую, собственную версию учебника.
Инструмент работы Страдивари, на котором играл Бодио, получил его имя и в дальнейшем был одним из основных инструментов Григория Пятигорского, который в своей автобиографической книге, исключительно высоко оценивая достоинства инструмента, рассказывает и анекдотический эпизод из биографии Бодио, который, выступая во втором отделении концерта, не поинтересовался программой первого и начал исполнять в собственном переложении для виолончели и фортепиано ту же симфонию Йозефа Гайдна, которая только что прозвучала в исполнении оркестра.